# Aslamidium lepidum
Aslamidium lepidum là một loài bọ cánh cứng trong họ Chrysomelidae. Loài này được Staines miêu tả khoa học năm 2006.